# 大角翠
大角 翠（おおすみ みどり、1947年-）は、日本の言語学者。東京女子大学名誉教授。Ph.D.（オーストラリア国立大学、1990年）。専門は、オセアニア言語（特にニューカレドニアの言語）・危機言語・言語類型論。

## 略歴
東京女子大学文理学部卒業、東京大学大学院修士課程、パリ第5大学大学院博士課程単位取得退学、オーストラリア国立大学大学院博士課程修了。
共立女子短期大学講師、オーストラリア国立大学日本センター非常勤講師、シドニー大学準教授、名桜大学教授を経て、東京女子大学言語科学科教授。
マックスプランク研究所、ケンブリッジ大学、ロンドン大学、ラトローブ大学などで客員研究員を務めた。

## 主な著作
- 『言語学者のニューカレドニア　―メラネシア先住民と暮らして』大修館、2018
- ’Neku’, Levels in Clause Linkage, ed. Tasaku Tsunoda, Mouton de Gruyter, 2018
- Pourquoi les rats ont-ils des queues?（Illustration: Boston Abe) Fukuinkan Shoten Publishers, Inc., 2011（オンライン版あり、 http://neku.jpn.org, http://www.lab.twcu.ac.jp/~midori）
- Morpho-semantic features of Tinrin and Neku verbs and event-classifying verbal prefixes (with Emiko Tsuji), Tokyo University     Linguistic Papers, vol. 28, 2009
- 『少数言語をめぐる10の旅－フィールドワークの最前線から』（編著）、三省堂、2003
- 『言語の興亡』　(R.M.W.Dixon, The Rise and Fall of Languages) 翻訳、岩波新書、2001
- Body parts in Tinrin, in H.Chappell & W.McGregor (eds), The Grammar of Inalienability: a Typological Perspective on the Part-whole Relation,  Mouton de Gruyter, Berlin, New York, 1996
- Tinrin Grammar, The University of Hawai‘i Press, 1995

## その他
- ティンリン語のテンスとアスペクト、時間表現『時間と言語』　嶋田珠巳・鍛冶広真編、三省堂、2021
- The semantic range of the Tinrin verb fwi, with reference to some related morphemes in Neku, Language and Linguistics in Oceania, vol.4, The Japanese Association for Oceanic Languages, 2012
- 『ネズミのしっぽ』（採話）あべ・ボストン(絵、文)（こともの友3月号）福音館、2010
- Evaluation constructions in Tinrin and Neku (New Caledonia)－Survey with typological overview―『論集』（東京女子大学紀要）61巻2号、2010
- メラネシアにおける言語とアイデンティティー、『オセアニア学』京都大学学術出版会、2009
- ティンリン語、『事典　世界のことば141』梶茂樹、中島由美、林徹編、大修館書店、2009
- Language and Identity in Okinawa Today, Studies in Japanese Bilingualism, Mary Goebel Noguchi & Sandra Fotos(eds), Multilingual Matters, Clevedon，2001
- New Caledonia: Language Situation, in The Encyclopedia of Language and Linguistics, Asher, R.E. &　J.M.Y.Simpson (eds), vol 5,  Pergamon Press, Oxford 1994